# Puszcza Bieniszewska
Puszcza Bieniszewska este o arie protejată (sit de importanță comunitară — SCI) din Polonia întinsă pe o suprafață de 953,96 ha, integral pe uscat.

## Localizare
Centrul sitului Puszcza Bieniszewska este situat la coordonatele 52°17′19″N 18°10′54″E / 52.2885°N 18.1817°E.

## Înființare
Situl Puszcza Bieniszewska a fost declarat sit de importanță comunitară în aprilie 2004 pentru a proteja 1 specie de plante și 1 specie de animale.

## Biodiversitate
Situată în ecoregiunea continentală, aria protejată conține 7 habitate naturale: Lacuri eutrofice naturale cu vegetație de tip Magnopotamion sau Hydrocharition, Pajiști cu Molinia pe soluri calcaroase, turboase sau argilos-nămoloase (Molinion caeruleae), Păduri stepice euro-siberiene cu Quercus spp., Mlaștini alcaline, Păduri de stejar și carpen Galio-Carpinetum, Păduri acidofile de stejar bătrân cu Quercus robur pe câmpii nisipoase, Păduri aluvionare cu Alnus glutinosa și Fraxinus excelsior (Alno-Padion, Alnion incanae, Salicion albae).
La baza desemnării sitului se află mai multe specii protejate:
- plante (1): moșișoare (Liparis loeselii)
- amfibieni (1): buhai de baltă cu burta roșie (Bombina bombina)